# František Zámola
František Zámola (* 13. června 1968, Štúrovo, Slovensko) je český sportovní lékař, výživový poradce, trenér kulturistiky a profesionální mezinárodní rozhodčí v kulturistice. Je bývalý reprezentant ČR v kulturistice. Je popularizátor vědeckého pokroku v oblasti dlouhověkosti se zaměřením na lidské zdraví.

## Vzdělání
Vystudoval Lékařskou fakultu v Hradci Králové Univerzity Karlovy a Vojenskou lékařskou Akademii Jana Evangelisty Purkyně v Hradci Králové. Dalším studiem rozšířil své vzdělání se zaměřením na kulturistiku a trenérství. Studoval Trenérskou školu na Fakultě tělesné výchovy a sportu Univerzity Karlovy a kurz sportovní medicíny pod hlavičkou České společnosti tělovýchovného lékařství na Institutu pro další vzdělávání lékařů a farmaceutů ILF Praha.

## Profesní kariéra
Po dokončení studia pracoval jako lékař Radioonkologické kliniky a Komplementárního centra vnitřního lékařství ve Fakultní nemocnici v Hradci Králové a na interním oddělení v Nemocnici ministerstva obrany v Bratislavě. V letech 1997–1999 byl členem lékařské komise Českého atletického svazu. Od poloviny devadesátých let pracoval pro řadu mezinárodních farmaceutických společností.
Je členem České lékařské komory, České společnosti tělovýchovného lékařství a Aliance výživových poradců ČR.
Specializuje se na obor dlouhověkosti, kde propojil a uplatňuje více než 35leté zkušenosti a odbornost z oblastí medicíny a sportu. S českým podnikatelem Petrem Šrámkem v roce 2021 spoluzaložil soukromou kliniku dlouhověkosti Healthy Longevity Clinic, která sídlí v Praze a v USA. V pražské klinice František Zámola působí jako ředitel a vedoucí lékař. V americké mateřské společnosti zastává funkci viceprezidenta pro Evropu. Mezi jeho klienty v Healthy Longevity Clinic patří nebo patřili například: Roman Šebrle, Tereza Petržilková, Lukáš Krpálek, Karlos Vémola, Jiří Procházka, Andre Reinders, Margita Zamolová, Tom Platz, Michal Križánek, Jan Kareš, Yemi A.D., Richard Genzer, Hana Mašlíková nebo Rafael Santonja. František Zámola je členem vědecké rady ve fondu Longevitytech.fund a HealthyLongevity.global. Je také členem americké nezávislé organizace American Academy for Anti Aging Medicine, která podporuje oblast dlouhověkosti.
Zabývá se výzkumem a klinickými studiemi, specializuje se obor genetiky. Vede ambulanci nutriční genetiky, farmakogenetiky, sportovní genetiky a genetiky životního stylu na Healthy Longevity Clinic v Praze. Spolupracuje s renomovanými českými i mezinárodními společnostmi, které se zaměřují na analýzu DNA a biologii telomer. Podílí se na studii, která zkoumá vývoj nového evolučního časovače lidského stárnutí. Propojení oblasti genetiky a sportu se věnuje například v článcích pro americký magazín Muscle & Fitness. Specializuje se na výživu a suplementaci pro sportovce i běžnou populaci.

## Sportovní kariéra
Má více než 35 let zkušeností ve vrcholovém sportu, zejména ve fitness, kulturistice a atletice.
František Zámola reprezentoval ČR v kulturistice, v letech 1992–1996 byl členem Svazu kulturistiky a Fitness ČR. Jako závodník se zúčastnil se mnoha českých a mezinárodních kulturistických soutěží. V devadesátých letech se stal mistrem ČR v kategorii párů nebo získal 5. místo v kategorii mužů do 90 kg. Na Mistrovství Evropy federace National Amateur Body-Builders' Association (NABBA) v kulturistice mužů a žen v Litvě v roce 1996 získal 7. místo. Na Mistrovství světa International League of Body Building v kulturistice mužů v Itálii v roce 1996 se umístil čtvrtý.
Od roku 2014 působí jako mezinárodní rozhodčí v International Fitness and Bodybuilding Federation. Rozhodoval mnoho českých i mezinárodních soutěží, opakovaně například Olympia Amateur Europe, Arnold Classic Europe nebo World Fitness Championships.
V letech 2013–2021 působil jako trenér a manažer své manželky a úspěšné české kulturistky Margity Zámolové.
Potkává se mimo jiné i s Arnoldem Schwarzeneggerem během soutěží a společenských akcí.